# فوسالتو
فوسالتو (به ایتالیایی: Fossalto) یک کومونه در ایتالیا است که در استان کامپوباسو واقع شده‌است.

## خصوصیات
فوسالتو ۲۸٫۳ کیلومترمربع مساحت و ۱٬۶۰۳ نفر جمعیت دارد.